# Hypoestes inconspicua
Hypoestes inconspicua är en akantusväxtart som beskrevs av Isaac Bayley Balfour. Hypoestes inconspicua ingår i släktet Hypoestes och familjen akantusväxter. Inga underarter finns listade i Catalogue of Life.